# Doris Schroeder
Doris Schroeder, nata Doris Mae Schroeder (Far Rockaway, 7 febbraio 1893 – Sacramento, 4 gennaio 1981), è stata una scrittrice e sceneggiatrice statunitense.

## Biografia
Nata a New York, Doris era la figlia di Edward Schroeder e Phoebe Kent. Ha frequentato la Brooklyn Girls High School prima di diventare stenografa per Rollin S. Sturgeon e poi sceneggiatrice per Vitagraph e Universal.

## Filmografia
- The Lion's Bride, regia di Frederick A. Thomson - cortometraggio (1913)
- Paladino (My Fighting Gentleman), regia di Edward Sloman (1917)
- Edged Tools, regia di Rollin S. Sturgeon (1917)
- The Wolf and His Mate, regia di Edward LeSaint (1918)
- My Unmarried Wife, regia di George Siegmann (1918)
- The Girl Who Wouldn't Quit, regia di Edgar Jones (1918)
- A Mother's Secret, regia di Douglas Gerrard (1918)
- The Price of Applause, regia di The Price of Applause (1918)
- Tony America, regia di Thomas N. Heffron (1918)
- The Trembling Hour, regia di George Siegmann (1918)
- Under Suspicion, regia di William C. Dowlan (1919)
- The Path She Chose, regia di Phil Rosen (1920)
- A Tokyo Siren, regia di Norman Dawn (1920)
- The Girl in the Rain, regia di Rollin S. Sturgeon (1920)
- The Adorable Savage, regia di Norman Dawn (1920)
- In Folly's Trail, regia di Rollin S. Sturgeon (1920)
- The Gilded Dream, regia di Rollin S. Sturgeon (1920)
- My Lady's Ankle, regia di Robert Anderson -  cortometraggio (1920)
- The Smart Sex, regia di Fred LeRoy Granville (1921)
- Cheated Love, regia di King Baggot (1921)
- Reputation, regia di Stuart Paton (1921)
- Short Skirts, regia di Harry B. Harris (1921)
- Opened Shutters, regia di William Worthington (1921)
- The Rowdy, regia di David Kirkland (1921)
- Nobody's Fool, regia di King Baggot (1921)
- A Parisian Scandal, regia di George L. Cox (1921)
- Playing with Fire, regia di Dallas M. Fitzgerald (1921)
- Don't Get Personal, regia di Clarence G. Badger (1922)
- The Dangerous Little Demon, regia di Clarence G. Badger (1922)
- Kissed, regia di King Baggot (1922)
- Her Night of Nights, regia di Hobart Henley (1922)
- The Married Flapper, regia di Stuart Paton (1922)
- The Lavender Bath Lady, regia di King Baggot (1922)
- The Altar Stairs, regia di Lambert Hillyer (1922)
- La donna è mobile (Forsaking All Others), regia di Émile Chautard (1922)
- Sawdust
- To the Last Man, regia di Victor Fleming (1923)
- The Six-Fifty, regia di Nat Ross (1923)
- L'intrusa (A Chapter in Her Life), regia di Lois Weber (1923)
- The Call of the Canyon, regia di Victor Fleming (1923)
- West of the Water Tower, regia di Rollin S. Sturgeon (1923)
- My Lady of Whims, regia di Dallas M. Fitzgerald (1925)
- The Silent Avenger, regia di James P. Hogan (1927)